# Винсънт Картхайзър
Винсънт Пол Картхайзър (на английски: Vincent Paul Kartheiser) (роден на 5 май 1979 г.) е американски актьор. Известен е с ролите си на Конър в сериала „Ейнджъл“ и Пийт Кембъл в сериала „Момчетата от Медисън авеню“.

## Личен живот
През юни 2014 г. Картхайзър се жени за актрисата Алексис Бледел. Двамата имат един син.